# Alexandra Zabelinová
Alexandra Ivanovna Zabelinová (11. března 1937 Moskva, Sovětský svaz – 27. března 2022) byla sovětská a ruská sportovní šermířka, která se specializovala na šerm fleretem. Sovětský svaz reprezentovala v padesátých, šedesátých a sedmdesátých letech. Jako sovětská reprezentantka zastupovala moskevskou šermířskou školu, která spadala pod Ruskou SFSR. Na olympijských hrách startovala v roce 1960, 1968 a 1972 v soutěži jednotlivkyň a družstev. V roce 1957 a 1967 získala titul mistryně světa v soutěži jednotlivkyň. Se sovětským družstvem fleretistek vybojovala tři zlaté (1960, 1968, 1972) olympijské medaile a celkem vybojovala s družstvem sedm titulů mistryň světa (1956, 1958, 1961, 1963, 1966, 1970, 1971).